# Розендал (футбольный клуб)
РБК (нидерл. RBC, МФА: [ˈɛr ˈbeː ˈseː]) — нидерландский любительский футбольный клуб из одноимённого города. Был основан 31 июля 1912 года. Ранее носил названия «Эксельсиор» и «ВВ Розендал», однако нынешнее название клуб получил 16 июля 1921 года. В 2011 году был объявлен банкротом и лишён лицензии профессионального клуба. 
В сезоне 2013/14 клуб выступает в пятом любительском классе. Наивысшим достижением клуба в чемпионате Нидерландов является 12-е место в сезоне 2003/04. 

## История

### Ранние годы
Клуб был основан 31 июля 1912 года в кафе на улице Калсдонксестрат в городе Розендал и имел первоначально название «Экселсиор». Одним из основателей клуба был хозяин того кафе Франс Матейсен. В первые годы команда не принимала участие в чемпионате страны, но играла против окрестных клубов и различных сборных, в том числе военных. Местом проведения матчей служили многочисленные пастбища в Калсдонке и Бредасебане, а также другие поля в окрестностях города. Футболисты, на тот момент, играли в чёрно-белой форме. 
В 1916 году клуб присоединился к Римско-католической футбольной ассоциации, но спустя два года они перешли в Брабантскую футбольную ассоциацию. На тот момент членом ассоциации уже был один клуб «Экселсиор», поэтому было решено в 1918 году изменить название на «Оранье-Вит».

### «Розендал»
Став чемпионом ассоциации, команда попала в третий класс страны и стала членом Футбольного союза Нидерландов. Вскоре клуб вновь сменил название, на этот раз на «Розендал». В то время матчи проходили на пастбище, где ныне находится лицей Норбертюса (улица Ликёмлан, дом 10). В сезоне 1919/20 клуб стал победителем третьего класса (группа Б) и поднялся классом выше. В первом сезоне во втором классе «Розендал» занял предпоследнее десятое место в своей группе. 
В сезоне 1923/24, из-за начала строительства лицея Норбертюса, команде пришлось «переехать» на пастбище Схеперс в Калсдонке. Одержав победу в том сезоне клуб не смог пробиться в первый класс страны. В матчах за продвижение «Розендал» сначала разгромил клуб «Рурмонд» со счётом 5:1, а затем сыграл вничью с командой «Де Валк». В переигровке «Де Валк» выиграл 3:0 и вышел в первый класс. 
В июле 1927 года «Розендал» слился с другой командой из города — «Розендалзе Бойз», и получил название «Розендал Бойз Комбинати» (нидерл. Roosendaal Boys Combinatie). Цветами клуба был выбран оранжевый цвет.

### Банкротство
8 июня 2011 года клуб объявил о своём банкротстве, после того, как не смог погасить задолженность в размере 1,6 млн. евро, что привело к автоматическому отзыву лицензии профессионального клуба от Футбольного союза Нидерландов. До 15 июня клуб мог подать заявку на участие в Хофдклассе, втором по силе дивизионе среди любительских команд Нидерландов, но 14 июня совет директоров клуба объявил о своём решение не делать этого.

## Достижения
- Финалист Кубка Нидерландов (1): 1986

## Бывшие игроки
- Златко Арамбашич
- Стивен Лайбат
- Свен Деланой
- Эбрима Силла
- Элвис Хаммонд
- Сантиньо Лопеш Монтейру
- Али Эль-Хаттаби
- Пиус Икедия
- Джон Вельдман
- Пьер ван Хойдонк
- Питер Хёйстра
- Томаш Иван
- Миодраг Божович
- Хорхе Акунья

## Тренеры
- Вим де Бойс
- Вим Куверманс